# Heraklion

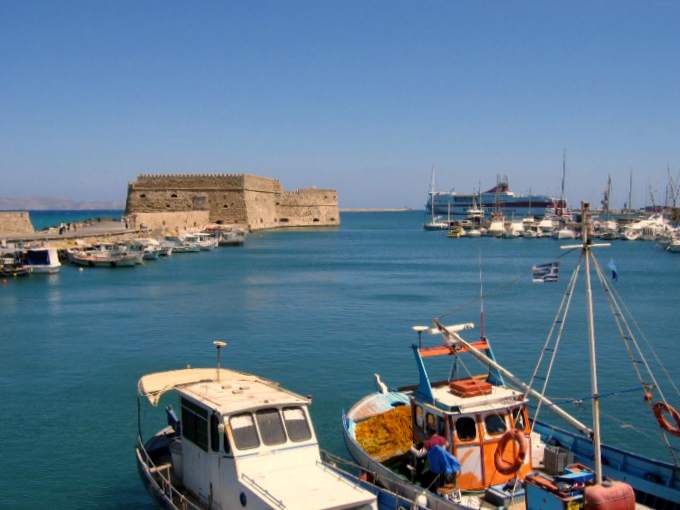
Hamnen och kastellet

Heraklion (grekiska: Ηράκλειο) är den fjärde största staden i Grekland och den största staden på den grekiska ön Kreta.
Efter språkreformen 1976 är det officiella grekiska namnet Ηράκλειο, transkriberat Iraklio. Heraklion är den äldre, högspråkliga formen, på grekiska `Ηράκλειον, som oftast efter uttalet skrevs Iraklion. Det äldre italienska namnet var Candia.
Formellt är Heraklion en kommun (démos). Den är huvudstad både för distriktet (den regionala enheten) Heraklion och för hela förvaltningsregionen (perifería) Kreta. Staden är belägen på öns norra kust, 4 kilometer från platsen för det gamla Knossos. Befolkningen i staden har ökat från 137 711 personer (2001) till 151 324 (2011).

## Historia
Heraklion kan ha varit en hamnplats till staden och palatset Knossos under minoisk tid. När araber från Andalusien erövrade Kreta år 824 grundade de en borg där Heraklion nu ligger, som de kallade Rabdh el Khandak "Borgen med vallgraven". 961 föll borgen efter en belägring av bysantinska kejsardömet; befolkningen dödades och staden brändes till grunden. En ny stad med namnet Chandax byggdes upp. Venetianarna köpte Kreta 1204 och förändrade det arabiska namnet till Candia. Under deras styre växte Candia till en av de största hamnarna i östra Medelhavet, och det finns fortfarande ett venetianskt fort vid hamnen. Det Osmanska riket erövrade staden år 1669. Det osmanska styret fortgick till år 1898 till den autonoma Staten Kreta bildades under internationellt överinseende. Staden fick då namnet Herakleion efter en romersk stad Heracleum ("Herakles stad"), vars exakta belägenhet man inte känner.